# Georgiana Dedu
Georgiana Dedu, tidigare Vasile, född 20 januari 1996 i Călărași, är en rumänsk roddare.

## Karriär
I oktober 2020 tog Dedu sitt första EM-guld i åtta med styrman vid EM i Poznań. I april 2021 tog hon sitt andra raka EM-guld i åtta med styrman vid EM i Varese. I juli 2021 var Dedu en del av Rumäniens lag som slutade på sjätte plats i åtta med styrman vid OS i Tokyo.